# Doom 3: Resurrection of Evil
Doom 3: Resurrection of Evil è un pacchetto di espansione per il videogioco Doom 3. È stato messo in commercio il 4 aprile 2005 per il PC e l'11 ottobre per Xbox.

## Trama
Due anni dopo gli eventi di Doom 3, nel 2147, la UAC ha scoperto uno strano segnale da uno dei satelliti Marziani, e manda una squadra a investigare. Trovando l'Artefatto dell'Inferno nel processo, le forze Infernali tentano di recuperare l'oggetto dal giocatore, un marine ingegnere che lavora per la dottoressa Elizabeth McNeil. McNeil, menzionata in Doom 3, è colei che aveva avvertito il consigliere Elliot Swann e Jack Campbell dei piani loschi e misteriosi del dottor Malcolm Betruger.
Dopo aver ucciso molti mostri e superato vari complessi, il marine si incontra con McNeil nei Laboratori Phobos. Lei dice che il solo modo di distruggere l'Artefatto è di riportarlo al luogo d'origine: l'Inferno. Il marine scarica l'energia dalla base, per trasferirla a uno dei teletrasportatori per arrivare ai Laboratori Delta, dove il portale principale per l'Inferno è accessibile.
Il marine arriva all'Inferno e si fa strada per arrivare al Dottor Betruger, che combatte con il suo demone in simbiosi, il Maledict. Dopo averlo combattuto, il Maledict morde il marine, ma prima di riuscire a mangiarlo il marine riesce a spingere l'artefatto nella sua gola, uccidendolo.
La voce della dottoressa McNeil echeggia nelle orecchie del marine, con le parole "Bentornato a casa, marine", che indica che il marine è forse riuscito a tornare indietro vivo. Alcuni dicono che il marine sia morto e che sia semplicemente andato in paradiso, dato il fatto che non sembrava esserci via di ritorno per la terra dall'Inferno

## Modalità di gioco
Il gioco aggiunge 11 nuovi livelli, la classica doppietta vista in Doom II, 3 nuovi mostri, 4 nuove mappe multiplayer, e il supporto per un numero pari a 8 giocatori nella modalità multigiocatore.
Resurrection of Evil aggiunge tre nuove armi e tre nuovi mostri. La prima è un'arma inizialmente sviluppata per Doom 3; il "Grabber". Come la "Gravity Gun" di Half-Life 2, è un'arma basata sulla fisica che permette al giocatore di raccogliere e muovere certi oggetti, ma permette anche di catturare palle di fuoco e lanciarle indietro al nemico. Resurrection of Evil ha ricevuto critiche riguardo al Grabber a causa della popolarità dell'arma simile alla Gravity Gun. Gli sviluppatori hanno affermato che l'arma era già presente in Doom 3 prima di Half-Life 2, ed era stata utilizzata durante la creazione di alcune stanze, dove i designer dei livelli potevano posizionare oggetti e mobili nella maniera più semplice e realistica. La seconda è l'Artefatto. Quando viene attivato l'Artefatto può dare al giocatore un bonus per una durata di 15 secondi. Inizialmente avrà la funzione di rallentare il tempo; proseguendo nel gioco, l'Artefatto conquisterà rispettivamente il potere di aumentare temporaneamente il danno (sia fisico, come il berserk dell'originale Doom, che quello delle armi, come il Quad Damage di Quake) e infine quello di garantire l'invincibilità, sempre per 15 secondi. Ogni volta che viene utilizzato, consuma un'anima su un massimo di tre che può contenere; le anime possono essere assorbite semplicemente avvicinandosi ai cadaveri di esseri umani. L'Artefatto è considerato come l'opposto del Cubo delle Anime; il Cubo era stato creato da una civiltà Marziana per sconfiggere l'Inferno, mentre l'Artefatto era stato creato dall'Inferno. La terza e ultima arma è una doppietta, già presente in Doom II.
I mostri inclusi sono il Forgotten One, variante delle Lost Soul; il Vulgar, simile ad un Imp, e il Bruiser. Sono presenti anche due nuovi boss: l'Hell Hunter e Maledict, durante lo scontro finale.

## Personaggi principali
- Doomguy
- Dottor Malcolm Betruger / Maledict
- Dottoressa Elizabeth McNeil
- Dottor Cloud

## Doppiatori originali
- Philip Clarke: Malcolm Betruger
- Jennifer Hale: Elizabeth McNeil
- Wally Wingert: Dottor Cloud
- Grey DeLisle: computer e altre voci

## Gioco da tavolo
Nel 2004 viene pubblicato da Fantasy Flight Games un gioco da tavolo, Doom: Il gioco da tavolo, basato sulla serie di Doom e con estetica dei componenti e del manuale direttamente tratta da Doom 3. Nel 2005 viene pubblicata un'espansione per il gioco, Doom: The Boardgame Expansion Set, che si ispira direttamente all'espansione Resurrection of Evil.